# Polynesien-Cup 2000
Der Polynesien-Cup 2000 war die dritte und letzte reguläre Ausspielung des Turniers für die Fußballnationalmannschaften Polynesiens und fand im Juni 2000 im Paranuu Stadium in Papeete auf Tahiti statt. Er diente gleichzeitig als Qualifikation Polynesiens für die Fußball-Ozeanienmeisterschaft 2000. Gespielt wurde in einer einfachen Ligarunde Jeder gegen Jeden.
Tahiti und die Cookinseln qualifizierten sich als Bestplatzierte des Polynesien-Cups für die Ozeanienmeisterschaft 2000.
| Pl. | Land          | Sp. | S | U | N | Tore    | Diff. | Punkte |
| --- | ------------- | --- | - | - | - | ------- | ----- | ------ |
| 1.  | Tahiti        | 4   | 4 | 0 | 0 | 030:200 | +28   | 12     |
| 2.  | Cookinseln    | 4   | 3 | 0 | 1 | 008:500 | +3    | 09     |
| 3.  | Samoa         | 4   | 2 | 0 | 2 | 013:600 | +7    | 06     |
| 4.  | Tonga         | 4   | 1 | 0 | 3 | 004:150 | −11   | 03     |
| 5.  | Amerik.-Samoa | 4   | 0 | 0 | 4 | 002:290 | −27   | 0      |

|            |   |                    |      |
| 6. Juni    |   |                    |      |
| Tonga      | – | Samoa              | 0:4  |
| Tahiti     | – | Amerikanisch-Samoa | 18:0 |
| 8. Juni    |   |                    |      |
| Tahiti     | – | Samoa              | 2:1  |
| Cookinseln | – | Tonga              | 2:1  |
| 10. Juni   |   |                    |      |
| Tahiti     | – | Tonga              | 8:1  |
| Cookinseln | – | Amerikanisch-Samoa | 3:0  |
| 12. Juni   |   |                    |      |
| Samoa      | – | Amerikanisch-Samoa | 6:1  |
| Tahiti     | – | Cookinseln         | 2:0  |
| 14. Juni   |   |                    |      |
| Tonga      | – | Amerikanisch-Samoa | 2:1  |
| Cookinseln | – | Samoa              | 3:2  |